# Louis-Henri Brévière
Louis-Henri Brévière, né le 15 décembre 1797 à Forges-les-Eaux et mort le 2 juin 1869 à Hyères, est un graveur français.

## Biographie
Il suit les cours de l’École de dessin de Rouen dirigée par Marc-Antoine Descamps.
Connu pour avoir rétabli en France l’art de la taille au burin sur bois qui, avant lui, était tombé dans l’abandon depuis le XVIIe siècle, Brévière est l’un des artistes qui se sont le plus distingués dans l’art de la gravure appliquée à la typographie. On lui doit environ 3 000 pièces, la plupart reproduisant le château de Gaillon, l’arche du Gros-Horloge de Rouen. Il a été chargé par l’Imprimerie impériale de l’illustration de l’Histoire des Mongols et du Livre des Rois. Il a effectué des gravures d’après les dessins de Chenavard, Grandville, Meissonier, Descamps, Fragonard, Girardet, Tony Johannot, Raffet, Devéria, Gavarni, Gustave Doré, Bertall, etc. Il a illustré La Comédie humaine de Balzac, Les Voyages de Gulliver de Swift. Il a également gravé plusieurs billets de banque.
En 1823, il met au point un procédé pour graver des rouleaux pour l'impression des indiennes.
Il demeure au no 40 place des Carmes à Rouen dans les années 1820-1830. Il est membre résidant de la Société libre d'émulation de la Seine-Inférieure en 1825, membre de l'Académie des sciences, belles-lettres et arts de Rouen et membre de la franc-maçonnerie. Il est également membre de la Commission départementale des Antiquités de la Seine-Inférieure et, à Paris, vice-président de la chambre des arts typographiques et administrateur général du Comité central des artistes
En 1834, il reçoit une médaille d'or à l'exposition municipale des beaux-arts de Rouen et, en 1839, une grande médaille d'argent au Salon de Paris.
Il est nommé directeur de la gravure à l’Imprimerie nationale. Il achète en 1855 l'imprimerie Monton aux Andelys. Il se retire à Rouen vers 1863 et meurt à Hyères où il était allé passer l'hiver.
Cet habile graveur, qui a aussi gravé avec talent plusieurs planches sur cuivre, est également l’auteur de plusieurs mémoires.
Le nom de Louis-Henri Brévière a été donné à une place de sa ville natale. Son buste inauguré en 1873, fut fondu pendant la Seconde Guerre mondiale, et a été remplacé en 1991 par un buste dû à Roger Bésus.

## Œuvres
- De la xylographie, ou gravure sur bois, Rouen, Nicétas Périaux, 1833, in-8°.
- Discours de réception à l’Académie de Rouen, Rouen, Mémoires de l’Académie de Rouen, 1833.
- Notes sur les porcelaines imprimées de différentes grandeurs, au moyen d’une seule planche, par le procédé de feu Gonord, peintre et graveur à Paris, et offertes à l’Académie, Rouen, Nicétas Périaux, 1833, p. 99-111.
- Album de caricatures, Paris, La Semaine, 1847.